# Amanirenas
Amanirenas (également orthographié Amanirena, Ameniras ou Amnirense) est une reine candace du royaume de Koush.
Sa titulature complète était Amnirense qore li kdwe li (« Ameniras, Qore et Candace »). Son nom, lui, signifierait « Amon est son nom ».
Elle règne au cours de la deuxième moitié du Ier siècle avant notre ère. Elle est l’une des plus célèbres candaces, en raison de son rôle dans la conduite des armées kouchites contre les Romains dans une guerre qui a duré cinq ans, de 27 à 22. Après une première victoire, lorsque les Kouchites attaquent l'Égypte romaine, ils sont chassés d'Égypte par Gaius Petronius et les Romains établissent une nouvelle frontière à Hiere Sycaminos (Maharraqa),.
Les inscriptions méroïtiques donnent à Amanirenas le titre de qore ainsi que de kandake, suggérant qu’elle était une reine au pouvoir. Elle est généralement considérée comme la reine appelée « Candace » dans le récit de Strabon sur la guerre méroïtique contre l'Empire romain. Son nom est associé à ceux de Teriteqas et d'Akinidad, mais la relation précise entre ces trois individus n'est pas claire dans les archives historiques.

## Conflit romain

### Premières batailles
Lorsque le préfet (ou premier magistrat) d'Égypte Aelius Gallus est absent lors d'une campagne en Arabie en 24 av. J.-C., les Koushites lancent une attaque sur l'Égypte. Amanirenas et Akinidad défient les forces romaines à Syène et Philae, et laissent les Juifs de l'île Éléphantine.
L'historien Neil MacGregor se réfère au récit de Strabon : dans ses écrits, celui-ci la décrit comme étant énorme, borgne (elle aurait en effet perdu un œil au combat), aux allures masculines et surtout, redoutable au combat. Il est tout de fois nécessaire de nuancer ce témoignage, représentatif de la perception qu'avaient les Romains du pouvoir féminin : « le pouvoir féminin pour les Romains, c'est soit des monstres comme les candaces, soit des ensorceleuses comme Cléopâtre », affirme Claude Rilly, égyptologue et spécialiste du méroïtique. Son armée serait revenue avec une représentation en bronze de la tête d'Auguste, extraite d'une statue de l'empereur romain. Elle fait ensuite « enterrer la tête coupée du glorieux Auguste sous les marches d'un temple dédié à la victoire ». La tête, trouvée à Méroé en 1910, se trouve maintenant au British Museum,,.

### Campagne nubienne de Pétrone
Les Koushites sont chassés de Syène plus tard dans l'année par Gaius Petronius, qui occupe alors le poste de préfet de Rome en Égypte. Selon un rapport détaillé rédigé par Strabon (17: 53-54), les troupes romaines avancent loin dans Koush et atteignent finalement Napata. Bien qu'ils se soient de nouveau retirés au nord, ils laissent une garnison à Qasr Ibrim (Primis), qui devient alors la frontière de l'Empire romain. Les Koushites tentent à nouveau de s'emparer de Primis, mais Pétrone les en empêche.
À la suite de cet événement, des négociations commencent,. Les Méroïtes envoient des médiateurs à Auguste, qui se trouvent alors à Samos, et un traité de paix est conclu en l'an 21/20 av. J.-C. Il est remarquablement favorable aux Méroïtes, en ce que la partie sud de la bande des trente mille, y compris Primis, est évacuée par les Romains, et que les Méroïtes sont dispensés de devoir rendre hommage à l'empereur. D'autre part, les Romains continuent d'occuper les Dodekashoinos (« Terres des douze mille ») en tant que zone frontalière militaire. La frontière se trouve donc près de Hiere Sycaminos (Maharraqa).
Cet arrangement dure jusqu'à la fin du troisième siècle de notre ère, les relations entre Méroé et l'Égypte romaine demeurent généralement pacifiques pendant cette période. Cependant, le royaume de Koush commence à disparaître en tant que puissance, au premier ou au deuxième siècle de notre ère.

## Postérité
Il existe également quelques œuvres culturelles (littéraires et cinématographiques) s’inspirant de la vie des candaces, en particulier de celle d’Amanirenas :
- Les deux tomes de la bande dessinée Kandaka par Biyong Djehuty.
- Les courts-métrages d’animation réalisés par Virtuel H et disponibles sur YouTube dédiés à Amanirenas et Amanishakhéto.

## Voir également
- Koush
- Candace
- Liste des monarques de Koush
- Liste de femmes monarques